# رباط سفید
رباط سفید مربوط به دوره صفوی - دوره قاجار است و در شهرستان مشهد، بخش احمدآباد، روستای رباط سفید واقع شده و این اثر در تاریخ ۸ مرداد ۱۳۸۱ با شمارهٔ ثبت ۵۹۵۷ به‌عنوان یکی از آثار ملی ایران به ثبت رسیده است.
آتشکده و چهار طاقی بازه هور:
یکی از کهن ترین نمونه های آتشکده گنبد داری است که احتمالاً متعلق به زمان پارتیان است زمینه بنای سنگی موسوم به چهار طاقی بازه هور به فاصله هفتاد کیلومتری از جنوب شهر مشهد در ضلع شرقی روستایی به نام رباط سفید در ابتدای تنگه ای کوه دختر و پسر(نام محلی) واقع است. از لحاظ ویژگیهای معماری این بنا نمایانگر بخشی از اجزا و عناصر ساسانی است که آندره گدار آن را به قرن سوم میلادی نسبت داده است. همچنین عده ای براین باورند بنای سنگی آتشکده از دوره ساسانی است.
به‌طور کلی معماری این بنا چهار طاقی است که از چهار طرف باز بوده و عناصری گنبدی بر فراز آن قرار گرفته است فضای ورودی نیز دارای سه درگاهی بلند و عریض است که احتمالاً در حکم تالار ورودی به فضاهای معماری طرفین شمار می آید. اما ورودی اصلی بنا از ضلع غربی ایجاد شده که درگاهی های همسان در اطراف، حاکی از الحاقات پیرامون آن است. در سطح فوقانی پلان مربع بنا چوبهایی برکنج آن نصب گردیده که احتمالاً گامهای اولیه برای ایجاد گوشوار جهت ایجاد گنبد در بناها بوده است. این بنا در واقع هسته مرکزی یک مجموعه معماری است به فاصله نزدیکی از این بنا. ویرانه هایی در قلعه تاریخی به نام دختر و پسر برفراز بلندی مشاهده می شود.
دو پژوهشگر معروف (هرتسفلد در کتاب ابنیه و آثار تاریخی ایران و آندره گدار در کتاب آثار ایران) این بنا را از نزدیک دیده اند و آن را از آثار دوره ساسانی میدانند. بنای چهارطاقی بازه هور دارای یک گنبد و سه ورودی و در گذشته از سمت مشرق به بنای دیگری اتصال داشته و در دو سوی شمالی و جنوبی آن نیز الحاقیاتی مانند راهرو و ایوان وجود داشته است. در مجموع این بنا را می توان هسته مرکزی یک مجموعه معماری کهن دانست. این بنای قدیمی و ارزشمند به فاصله حدود ۸۰ کیلومتری مشهد و در سمت شرق روستای رباط سفید واقع شده است.